# Émile Natan
Émile Natan (n. 6 mai 1906, Iași, România – d. 8 decembrie 1962, Paris, Franța) a fost un producător de film evreu-român stabilit în Franța, șeful Pathé-Natan. Emil Natan a fost fratele lui Bernard Natan, considerat unul dintre pionierii filmelor pornografice. 